# Myrmicocrypta boliviana
Myrmicocrypta boliviana är en myrart som beskrevs av Weber 1938. Myrmicocrypta boliviana ingår i släktet Myrmicocrypta och familjen myror. Inga underarter finns listade i Catalogue of Life.